# Хотуничі
Хоту́ничі — село в Україні, у Сновській міській громаді Корюківського району Чернігівської області. Населення становить 455 осіб. До 2016 орган місцевого самоврядування — Хотуницька сільська рада.

## Історія
12 червня 2020 року, відповідно до розпорядження Кабінету Міністрів України № 730-р «Про визначення адміністративних центрів та затвердження територій територіальних громад Чернігівської області», увійшло до складу Сновської міської громади.
19 липня 2020 року, в результаті адміністративно-територіальної реформи та ліквідації Сновського району, село увійшло до складу Корюківського району.

## Населення

### Мова
Розподіл населення за рідною мовою за даними перепису 2001 року:
| Мова       | Кількість | Відсоток |
| ---------- | --------- | -------- |
| українська | 432       | 94.94%   |
| російська  | 12        | 2.64%    |
| білоруська | 5         | 1.10%    |
| вірменська | 5         | 1.10%    |
| німецька   | 1         | 0.22%    |
| Усього     | 455       | 100%     |

## Відомі люди
- Овдієнко Василь Андрійович — козак 4-ї Київської дивізії Армії УНР, Герой Другого зимового походу
- Коваленко Борис Львович (1903—1937) — український радянський поет, літературний критик та літературознавець.